# Filmfestival Kitzbühel

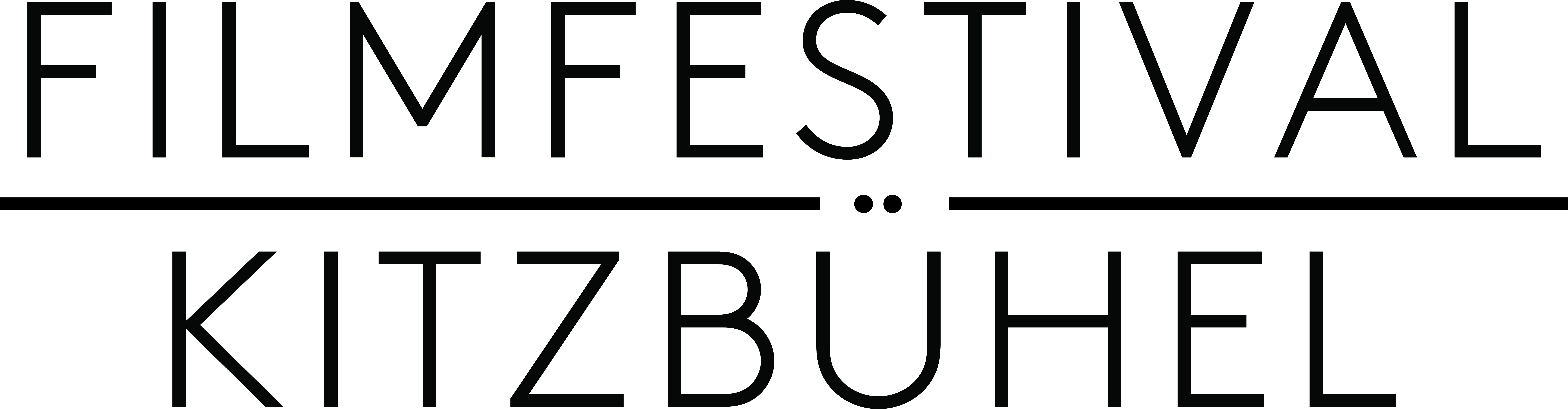
Logo des Filmfestivals Kitzbühel

Das Filmfestival Kitzbühel (FFKB) ist ein österreichisches Filmfestival. Es findet seit 2013 jährlich im August in Kitzbühel in Tirol statt und wurde von der FIAPF als Filmfestival mit spezialisiertem Wettbewerb akkreditiert.

## Geschichte

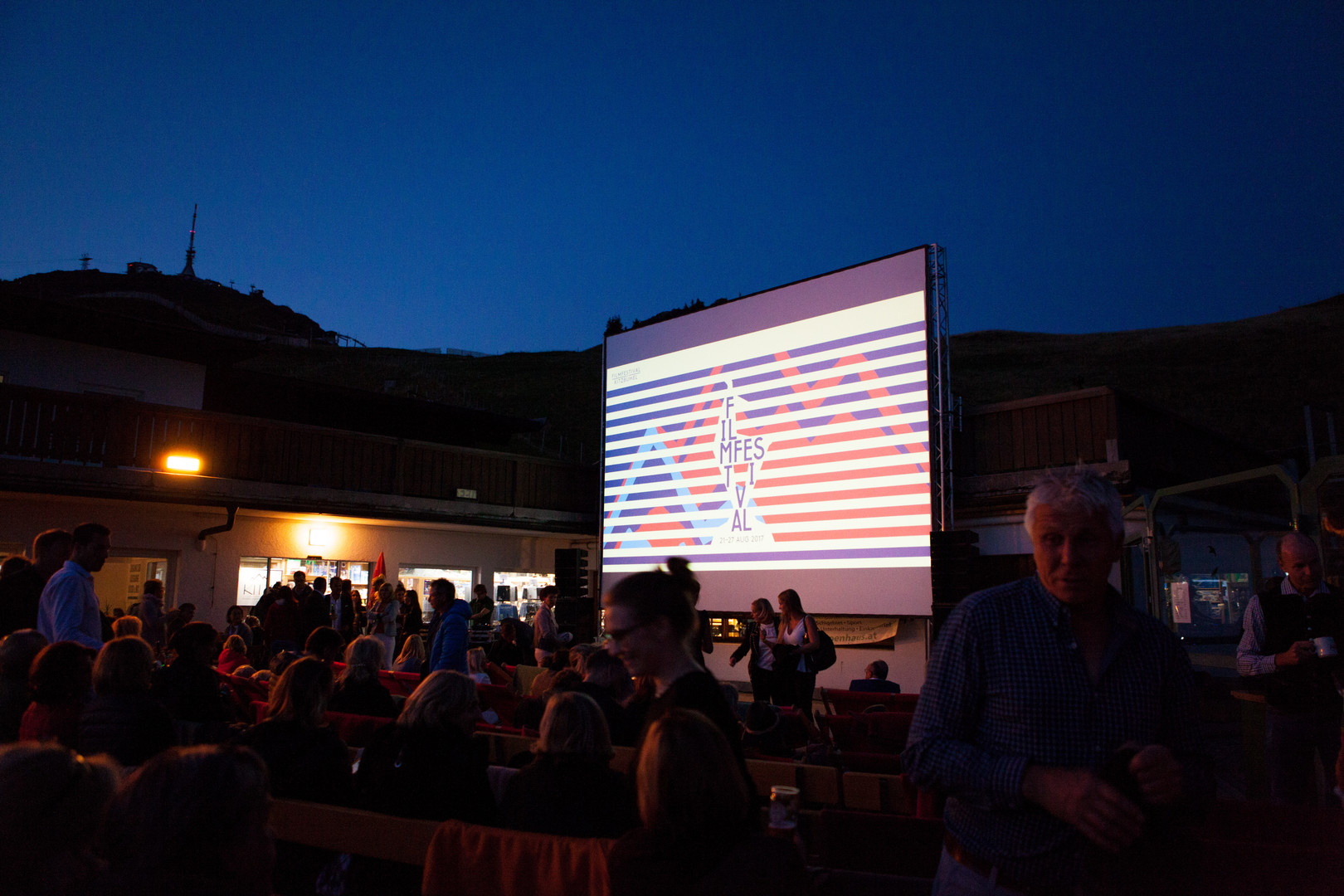
Filmvorführung beim Filmfestival Kitzbühel (2017)

Das Festival wurde 2012 auf Initiative von Michael Reisch gemeinsam mit vier Freunden und mit Unterstützung von Michael Wolkenstein, Vorstandsmitglied der FIAPF, gegründet. Die erste Auflage des Festivals fand im August 2013 statt. Im Zentrum steht der junge Film, Nachwuchsregisseure und -produzenten bekommen die Gelegenheit, ihre ersten filmischen Projekte zu präsentieren. Zu den Veranstaltungen zählt das Open Air am Kitzbüheler Horn.
Zum Team des Filmfestivals gehören neben Michael Reisch auch Nina Hipfl-Reisch, Mike Mayr-Reisch, Josef Obermoser und Kathryn Perrotti. Mitglied des Programmteams sind unter anderem Markus Mörth und Gregor Schmidinger. Im Beirat sind Eberhard Junkersdorf, Karol Martesko-Fenster, Michael Wolkenstein,  Gottfried Langenstein, Nils Dünker, Klaus Schaefer und Arno Ortmair vertreten (Stand 2020).
Das Filmfestival wurde von der FIAPF, der Fédération Internationale des Associations de Producteurs de Films, in die Liste der FIAPF-akkreditierten Filmfestivals mit spezialisiertem Wettbewerb aufgenommen.
Im Rahmen des Filmfestivals Kitzbühel fanden unter anderem die Premieren der Komödie Anna Fucking Molnar (2017) von Sabine Derflinger und der Literaturverfilmung Der Trafikant (2018) von Nikolaus Leytner sowie die Österreich-Premiere der in Tirol gedrehten US-amerikanischen Koproduktion Downhill (2020) von Nat Faxon und Jim Rash statt. 2020 fand vor dem Festival in der Open-Air-Kinoreihe Picknick und Crime die Premiere der ARD-Krimis Freund oder Feind. Ein Krimi aus Passau und der Fortsetzung Die Donau ist tief statt.
Zu Ehren des im Februar 2020 verstorbenen Regisseurs Joseph Vilsmaier wurde die Auszeichnung für den besten Spielfilm in Joseph Vilsmaier-Preis umbenannt.
Der Verein der Freunde des Filmfestival Kitzbühel organisiert eine dreiwöchige Drehbuchklausur, in der Drehbuchautoren ihre Arbeiten weiterentwickeln und mit Kollegen aus der Filmbranche gemeinsam an ihren Werken arbeiten können. Leiter der Drehbuchklausur ist Sebastian Andrae. Präsident des Vereins der Freunde des Filmfestival Kitzbühel ist seit 2013 Michael Wolkenstein.
2023 trat Michael Reisch als Leiter des Filmfestivals zurück und übergab die Leitung an Markus Mörth. 2025 wurde eine Kooperation mit dem Filmpreis Romy auf drei Jahre fixiert, die Verleihung soll weiterhin vom ORF übertragen werden. Die Verleihung 2025 soll zur Eröffnung der Wintersaison in Tirol am 28. November stattfinden.

## Preisträger (Auswahl)
2024 (12. FFKB)
- Bester Spielfilm (Joseph-Vilsmaier-Preis): The Strangers’ Case von Brandt Andersen[14]
- Bester Dokumentarfilm: Where we used to sleep von Matthäus Wörle
- Bester Kurzfilm: Diamond Beauty von Anna Korom
- Mountain Sport Shorts: That’s Home von Johannes Hoffmann
- Österreichischer Nachwuchspreis: Fabian Rausch und Zoran Berghammer für Die Sänger
- Publikumspreis: America von Ofir Raul Graizer
- Ehrenpreis: Philipp Hochmair[15]

2023 (11. FFKB)
- Bester Spielfilm (Joseph-Vilsmaier-Preis): Inventory von Darko Sinko[16]
- Bester Dokumentarfilm: The Chalice. Of Sons and Daughter, Regie: Catalina Tesar und Dana Bunescu, Drehbuch: Catalina Tesar[17][18]
- Bester Kurzfilm: Franky von Catharina Lott[17]
- Bester Kurzdokumentarfilm: Haulout von Evgenia und Maxim Arbugaeva[17]
  - Lobende Erwähnung: Angelique von Elisabeth Kratzer[17]
- Mountain Sport Shorts: Hermann Huber - Vom Wert der Zeit von Tom Dauer[17]
  - Lobende Erwähnung: Riding the Hypetrain von Florian Handschuh[17]
- Österreichischer Nachwuchspreis: Yana Eresina für Until i lie still[17]
- Publikumspreis: Die Vermieterin von Sebastian Brauneis[16]
- Ehrenpreis: Aglaia Szyszkowitz[19][20]
- Beste österreichische Regie: David Wagner für Eismayer[16]
- Beste österreichische Produktion: Edelweiss von Stella Radovan und Reza Majdodin (Kamera/Schnitt)[16]

2022 (10. FFKB)
- Bester Spielfilm: Carajita von Silvina Schnicer und Ulises Porra (Joseph-Vilsmaier-Preis)[21]
- Bester Dokumentarfilm: Mein Vater, der Fürst von Lila Schwarzenberg und Lukas Sturm
- Bester Kurzfilm: Hollywood von Leni Gruber und Alex Reinberg
- Bester Kurzdokumentarfilm: Ding von Pascale Egli und Aurelio Ghiradelli
- Österreichischer Nachwuchspreis: Mark Gerstdorfer für Die unsichtbare Grenze
- Bester Kurzfilm Tirol: Gerwentil
- Publikumspreis: Das Neue Normal von Oliver Haas und Stefan Müller
- Ehrenpreis: Heiner Lauterbach[22][23]
- Beste österreichische Regie: Clara Stern für Wenn wir die Regeln brechen/Breaking the Ice[24][25]
- Beste österreichische Produktion: Loredana Rehekampff und Livia Graf für Rubikon[24][25]

2021 (9. FFKB)
- Bester Spielfilm: The Saint of the Impossible von Marc Wilkins (Joseph-Vilsmaier-Preis)[26]
  - Lobende Erwähnung: Submission von Leonardo Antonio und Rain von Janno Jürgens
- Bester Dokumentarfilm: Bilder (m)einer Mutter von Melanie Lischker
- Bester Kurzfilm: Ligie von Aline Magrez
  - Special Mention: für die schauspielerischen Leistungen in Habit von Kevin W. Koehler
- Bester Kurzdokumentarfilm: Überleben von Lara Milena Brose und Kilian Armando Friedrich
- Mountain Sports Shorts: Without a Paddle von Nick Katthar
- Beste österreichische Regie: Jannis Lenz für Soldat Ahmet[27][28]
- Beste österreichische Produktion: Sebastian Brauneis für 3 Freunde 2 Feinde und Thomas Christian Eichtinger für Ein Clown/Ein Leben
- Österreichischer Nachwuchspreis: Franziska Pflaum für Im Universum geht keiner verloren
  - Special Mention: Marie Luise Lehner für Geh Vau Film
- Publikumspreis: Domingo von Raúl López Echeverría
- Ehrenpreis: Felix Mitterer[29]

2020 (8. FFKB)
- Bester Spielfilm: Ein bisschen bleiben wir noch von Arash T. Riahi (Joseph-Vilsmaier-Preis)[8][9]
- Bester Dokumentarfilm: Lost in Memories von Ruud Lenssen
- Bester Kurzfilm: Matriochkas von Berangere Mc Neese und Stefan Langthaler (Belgien, Frankreich)
- Beste österreichische Regie: Julia Gutweniger für Safety 123 (Aut)
- Beste österreichische Produktion: Teresa Distelberger für Rettet das Dorf (Aut)
- Österreichischer Nachwuchspreis: Fabiu von Stefan Langthaler (Aut)
- Publikumspreis: Angeliki Antonious für Green Sea[8]
- Ehrenpreis: Veronica Ferres[8][9]

2019 (7. FFKB)
- Bester Spielfilm: Nevrland von Gregor Schmidinger[30]
- Bester Dokumentarfilm: Another Life von Jan Prazak
- Bester Kurzfilm: The Christmas Gift von Bogdan Muresanu
- Beste österreichische Regie: Elena Tikhonova für Kaviar
- Beste österreichische Produktion: Thomas Hroch und Gerald Podgornig für Womit haben wir das verdient?
- Publikumspreis: Dream State von Asger K. Bartles
- Nachwuchspreis: Der Wächter von Albin Wildners
- Ehrenpreis: Helmut Berger[30]

2018 (6. FFKB)
- Bester Spielfilm: Adam (Ger, Iceland, Mex, USA)
- Bester Dokumentarfilm: Nos llaman guerreras (Venezuela, USA, Mex)
- Bester Kurzfilm: Retouch (Iran)
- Beste österreichische Regie: Bruder Jakob, schläfst du noch? (Aut)
- Beste österreichische Produktion: Heimweh (AUT)
- Publikumspreis: der Minusmann: Die Doku (Aut)
- Nachwuchspreis: Entschuldigung, ich suche den Tischtennisraum und meine Freundin von Bernhard Wenger (Aut)
- Ehrenpreis: Marie Bäumer

2017 (5. FFKB)
- Bester Spielfilm: Amok (FYR Macedonia)[31]
- Bester Dokumentarfilm: A Young Girl in Her 90s (FR)
- Bester Kurzfilm: The Dog Catcher (POL)[32]
- Publikumspreis: Painless (USA)[33]
- Nachwuchspreis: Lacrimosa (AT)[34]
- Best Winter Sport Short - The White Maze (RUS/USA)
- Ehrenpreis: Joseph Vilsmaier[35]

2016 (4. FFKB)
- Bester Spielfilm: Mother (EST)[36]
- Bester Dokumentarfilm: Raving Iran (SUI)[37]
- Bester Kurzfilm: Lightningface (USA)[38]
- Publikumspreis: Where to, Miss? (IND)
- Nachwuchspreis: Die Last der Erinnerung (AUT)
- Retrospektive: Sir Peter Ustinov

2015 (3. FFKB)
- Bester Spielfilm: Keep in Touch (USA)
- Bester Dokumentarfilm: Unversöhnt (GER)
- Bester Kurzfilm: So schön wie du (DE)
- Publikumspreis: My Blind Heart (AT)[39]
- Nachwuchspreis: Pitter Patter Goes My Heart (AT)
- Retrospektive: Felix Mitterer

2014 (2. FFKB)
- Bester Spielfilm: Meeres Stille von Juliane Fezer
- Bester Dokumentarfilm: Homme Less (AT)
- Bester Kurzfilm: Bully (USA)
- Publikumspreis: Grey Sheep (DE/US)
- Nachwuchspreis: Attention – A Life in Extremes (AT)
- Retrospektive: Mario Adorf

2013 (1. FFK)
- Bester Spielfilm: Tutti giù – Im freien Fall von Niccolò Castelli
- Bester Dokumentarfilm: The Bengali Detective (AT/USA)
- Bester Kurzfilm: The Acrobat (ESP)
- Publikumspreis: Smash & Grab (UK)
- Nachwuchspreis: Erdbeerland (AT)
- Retrospektive: Billy Wilder

## Belege
1. 1 2  Competitive Specialised Feature Film Festivals. In: fiapf.org. Abgerufen am 18. Juli 2023.
2. 1 2 3 4  Team: Filmfestival Kitzbuehel. In: ffkb.at. Archiviert vom Original (nicht mehr online verfügbar) am 17. September 2020; abgerufen am 17. September 2020.
3. 1 2  Nadja Schilling: Im Bezirksblätter-Gespräch: "Keine Angst vor Visionen". 16. September 2020, abgerufen am 17. September 2020.
4. ↑  Willkommen: Filmfestival Kitzbuehel. In: ffkb.at. Abgerufen am 17. September 2020.
5. ↑  Barbara Schuster: "Downhill" oben aufm Berg. In: blickpunktfilm.de. 17. Juli 2020, abgerufen am 15. August 2020.
6. ↑  Filmfestival Kitzbühel: interessante Filme in kargen Kulturzeiten. 26. Juli 2020, abgerufen am 15. August 2020.
7. ↑  Die Donau ist tief. Ein Krimi aus Passau. In: ffkb.at. Abgerufen am 15. August 2020.
8. 1 2 3 4  Filmfestival Kitzbühel zeichnet "Ein bisschen bleiben wir noch" aus. In: Tiroler Tageszeitung. 30. August 2020, abgerufen am 17. September 2020.
9. 1 2 3  Comeback des Kinos: Veronica Ferres macht jungen Filmschaffenden Mut. In: Kurier.at. 30. August 2020, abgerufen am 17. September 2020.
10. ↑  Drehbuchklausur des FFKB – Fördervereins. In: ffkb.at. Abgerufen am 17. September 2020.
11. ↑  Newsletter FFKB vom 29. August 2023
12. ↑  Nina Müller: Grazer wird neuer Leiter des Filmfestivals Kitzbühel. In: Kleine Zeitung. 29. August 2023, abgerufen am 29. August 2023.
13. ↑  "Kurier" kooperiert bei Romy mit Filmfestival Kitzbühel. In: DerStandard.at/APA. 20. Januar 2025, abgerufen am 20. Januar 2025.
14. ↑  Kitzbühel: Ehrenpreis für Philipp Hochmair. In: ORF.at. 26. August 2024, abgerufen am 26. August 2024.
15. ↑  Daisy von Kempis: Philipp Hochmair erhält Ehrenpreis beim Filmfestival Kitzbühel. In: blickpunktfilm.de. 12. August 2024, abgerufen am 13. August 2024.
16. 1 2 3 4  Doku „Edelweiss“ beim Filmfestival Kitzbühel zu bester Produktion gewählt. In: Tiroler Tageszeitung/APA. 27. August 2023, abgerufen am 27. August 2023.
17. 1 2 3 4 5 6 7  Newsletter FFKB vom 29. August 2023
18. ↑  Sven Müller: Die Auszeichnungen des Filmfestivals 2023 in Kitzbühel. In: pr-agent.media. 30. August 2023, abgerufen am 31. August 2023.
19. ↑  Der Ehrenpreis geht an die Grazerin Aglaia Szyszkowitz. In: Kleine Zeitung. 27. August 2023, abgerufen am 27. August 2023.
20. ↑  Das 11. Kitzbüheler Filmfestival steht vor der Tür. In: krone.at. 14. August 2023, abgerufen am 18. August 2023.
21. ↑  Filmfestival Kitzbühel mit Preisregen und Lauterbach-Ehrung. In: puls24.at/Agenturen. 28. August 2022, abgerufen am 28. August 2022.
22. ↑  10. Filmfestival Kitzbühel. In: ffkb.at. Archiviert vom Original (nicht mehr online verfügbar) am 21. Juli 2022; abgerufen am 21. Juli 2022.
23. ↑  Der österreichische Science-Fiction-Film „RUBIKON“ eröffnet das Jubiläums-Filmfestival in Kitzbühel. In: tourismuspresse.at. 26. Juli 2022, abgerufen am 27. Juli 2022.
24. 1 2  Newsletter FFKB vom 28. Juli 2022
25. 1 2  Filmfestival Kitzbühel: Regie- und Produktionspreise vom FFKB vergeben. In: meinbezirk.at. 3. August 2022, abgerufen am 4. August 2022.
26. ↑  Klaus Kogler: Filmfestival Kitzbühel 2021: Kino im Hier und Jetzt in Kitzbühel. In: meinbezirk.at. 30. August 2021, abgerufen am 1. September 2021.
27. ↑  Elsners Kinoabschied als Auftakt des Filmfestival Kitzbühel. In: Tiroler Tageszeitung. 27. Juli 2021, abgerufen am 28. Juli 2021.
28. ↑  Kitzbüheler Filmfestival startet mit Tragikomödie "Hannes". In: Wiener Zeitung. 26. Juli 2021, abgerufen am 28. Juli 2021.
29. ↑  Filmfestival Kitzbühel: Ehrenpreis: Die Filmgams geht an Felix Mitterer. In: krone.at. 6. August 2021, abgerufen am 6. August 2021.
30. 1 2  Joachim Leitner: Otto Schenk und Helmut Berger: „Wir waren süchtig nach Natürlichkeit“. In: Tiroler Tageszeitung. 26. August 2019, abgerufen am 17. September 2020.
31. ↑  Vardan Tozija's Amok wins top award at Austrian film festival. Abgerufen am 26. Februar 2021.
32. ↑  POLISH SHORTS: "THE DOGCATCHER" WINS IN AUSTRIA -.
33. ↑  Painless. via www.imdb.com
34. ↑  Tanja Mairitsch: Abgetauchte Filmwelt.
35. ↑  Barbara Schuster: Kitzbühel ehrt Joseph Vilsmaier. In: blickpunktfilm.de. 28. Juli 2017, abgerufen am 18. September 2020.
36. ↑  Estonian Tiina Mälberg wins the best actress award in Spain. 2. Juni 2017.
37. ↑  SWISS FILMS: Raving Iran. In: www.swissfilms.ch.
38. ↑  Lightningface.
39. ↑  Mein blindes Herz. via www.imdb.com